# Foxoring
Foxoring (foksoring) (ang. Fox Oring) - konkurencja w radioorientacji sportowej, która łączy w sobie klasyczną radioorientację sportową i bieg na orientację. Zawody mogą być rozgrywane w paśmie KF (3,5 MHz) lub UKF (144 MHz).

## Zasady
W foksoringu zawodnik dostaje mapę z nakreślonym startem, metą oraz kołami o średnicy od 7 do 10 mm oznaczającymi punkty kontrolne. Zaliczanie punktów odbywa się w formie scorelaufu (jest dowolne). Punkt kontrolny w foksoringu składa się z mikronadajnika oraz stojaka (bez lampionu), na którym znajduje się urządzenie do potwierdzania obecności na punkcie. W momencie, gdy zawodnik znajduje się w określonym obrębie koła mikronadajnik jest słyszalny, co pozwala zawodnikowi zlokalizować za pomocą specjalnego odbiornika punkt kontrolny. Wygrywa ta osoba, która zaliczy wszystkie punkty kontrolne przewidziane dla jego kategorii w jak najkrótszym czasie.

## Foksoring na świecie
Na świecie konkurencja ta nie jest tak popularna jak klasyczna radioorientacja sportowa i uprawiana jest tylko w niektórych krajach, najczęściej w Australii i Niemczech.